# ماراثون بوسطن

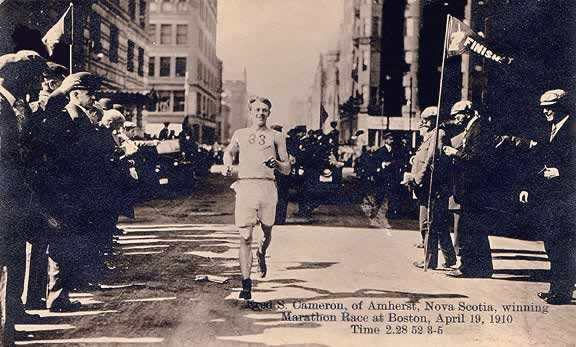
ماراثون بوسطن: خط نهاية السباق سنة 1910

ماراثون بوسطن (بالإنجليزية: Boston Marathon)‏ هو سباق ماراثون ينظم سنويًا في عدة مدن في محيط بوسطن الكبرى في شرق ولاية ماسانشوستس الأمريكية. يعقد السباق منذ سنة 1897 (مستلهمًا نجاح الماراثون الذي أقيم أثناء دورة الألعاب الأولمبية الصيفية سنة 1896، وهو أول ماثون في العصر الحديث). ويعد ماراثون بوسطن بذلك هو أقدم ماراثون سنوي في العالم، وواحدًا من أشهر سباقات الطرق في العالم، وأحد سباقات الماراثون الست الكبرى في العالم.
ينظّم ماراثون بوسطن عادة في يوم الوطني (بالإنجليزية: Patriots' Day)‏، الذي يوافق الإثنين الثالث من شهر أبريل.